# پلمایرا، نبراسکا
پلمایرا(به انگلیسی: Palmyra) شهری در ایالت نبراسکا کشور ایالات متحده آمریکا است که جمعیت آن در سرشماری سال ۲۰۱۰ میلادی، ۵۴۵ نفر بوده‌است.